# История на психоанализата
Психоанализата е психологична теория, анализ и терапия, развита от австрийския лекар и невролог Зигмунд Фройд и продължена от други (Лакан и т.н.). Психоанализата е и термин от психологията и психотерапията. Тя представлява един от методите на психотерапия, който започва да намира популярност и широко разпространение в началото на ХХ век.

## Началото
Идеята за психоанализата е развита във Виена през 90-те год. на 19 век от Зигмунд Фройд, невролог, заинтересован от намирането на лечение за пациенти с невроза и хистерични симптоми. Фройд разбира за съществуването на умствени процеси, които са несъзнавани, като резултат от консултантската си работа в детска болница, където забелязва, че много деца с афазия, имат симптоми, които не са органично причинени.
Неговият първи подробен опит за обяснителна теория е направен в непубликуваната тогава статия „Проект за научна психология“ (Project for a Scientific Psychology) от 1895. В тази работа Фройд се опитва да развие невропсихологична теория, основана на пренос на енергия от невроните в мозъка, за да обясни несъзнателните механизми. Той изоставя проекта, когато осъзнава, че има много сложни психологически процеси, които стоят над и под невронната активност. Статията „Защитните невропсихози“, публикувана на следващата 1896 г., всъщност слага началото на психоанализата, макар че Фройд още не използва точно този термин

## Психоанализата в Австрия

### Виенското психоаналитично общество
Историята на психоанализата в Австрия е неразривно свързана с историята на Психологическото общество на срядата и Виенското психоаналитично общество. Обществото на срядата започва своите срещи през 1902 г. в апартамента на Фройд и първоначалните му членове са Зигмунд Фройд, Алфред Адлер, Вилхелм Щекел, Рудолф Райтлер и Макс Кахан . През 1908 г. обществото се преименува на Виенско психоаналитично общество (на немски: Wiener psychoanalytische Vereinigung).
Първия президент на обществото е Алфред Адлер, но той напуска през 1911 г. По идея на Шандор Ференци през 1910 г. Фройд създава Международната психоаналитична асоциация с първи президент Карл Густав Юнг (1910 – 1914)
На 3 януари 1913 г. Фройд пише писмо до Юнг, с което прекратява личните си отношения с Юнг.
| „     | Уважаеми г-н Президент, Скъпи г-н докторе,... Предлагам ви да прекратим изцяло личните си отношения. Аз не губя нищо от това, защото за щастие с Вас отдавна ме свързват само тънките нишки на продължаващото действие на преживени по-рано разочарования, а Вие може само да спечелите, защото неотдавна в Мюнхен обявихте, че една по-близка връзка с мъж пречи на научната ви свободата. Насладете се на пълна свобода и ми спестете привидните си „приятелски услуги“. И двамата сме единодушни, че човек, трябва да подчини личните си чувства на общия интерес в своята област... Поздрави Ваш предан Фройд | “ |
| [ 6 ] | |   |

Три дни по-късно на 6 януари Юнг връща писмото на Фройд
| „     | Скъпи г-н професоре, Ще изпълня вашето желание да прекратим частните си отношения, защото аз никога не натрапвам приятелството си. Иначе Вие би трябвало най-добре да знаете какво означава този момент за вас. „Останалото е мълчание.“ Благодаря, че приехте благосклонно труда на Бъроуз. Ваш предан Юнг | “ |
| [ 6 ] | |   |

Напускането на Карл Густав Юнг и Цюрихската група през 1914 г. едновременно нанася тежък удар на обществото и на асоциацията и прави Виена главния център на влияние оттук нататък.
През Първата световна война Виенското общество е почти неактивно, но веднага след края ѝ активността му бързо се възвръща. По-младите членове на обществото създават обучителен институт, сграда за лечение и издателство.
На 11 март 1938 г. немските войски навлизат в Австрия, а на 14 март вече маршируват във Виена. Тези събития карат почти целия психоаналитичен елит на Австрия да емигрира и на този ден (14 март) Виенското психоаналитично общество прави своята последна среща. В числа това прави 68 членове и 36 кандидати за обществото, като само Алфред Винтерщайн и Август Айхорн остават. Психоаналитиците се разпръсват из САЩ: Чикаго (Курт и Рут Айслер, Ню Йорк (Едмунд Берглер, Едит Биксбаум, Берта Борнщайн, Лудвиг Йекелс, Джудит Кестенберг, Маргарет Малер) Сан Франциско (Зигфрид Бернфелд), Бостън (Феликс и Хелене Дойч, Рудолф Екщайн, Ханс Закс, Роберт Ваелдер), Филаделфия (Роберт Ваелдер) и Европа: Великобритания (Лудвиг Айделберг, Едуард и Грете Бибринг, Ото и Саломеа Изаковер, Ернст Крис, Мариане Крис-Рие), Нидерландия (Ханс Лампл) и много други.
На Винтерщайн все пак му е забранено да практикува психонализа, поради това че не е чист „ариец“ и всичко остава в ръцете на Айхорн. В периода 1938 – 1945 г. нацистите създават във Виена клон на „Държавния институт за изследване в психологията и психотерапията“ (на немски: Deutsches Reichsinstitut für psychologische Forschung und Psychotherapie) и назначават Айхорн за негов директор. Около него се оформя тайна група от психоаналитици през 1944 г., която се състои от 14 души, като седем от тях впоследствие стават психоаналитици.
След войната Винтерщайн и Айхорн полагат усилия за възстановяване на Виенското психоаналитично общество, което става през 1946 г. като Айхорн става президент до смъртта си през 1949 г., когато е заменен от Винтерщайн. Той се пенсионира през 1957 г. и е заменен от Вилхелм Солмс-Рьоделхайм под чието ръководсто обществото продължава да се разширява и развива дейностите си. Знак за признание към обществото е и конгреса на Международната психоаналитична асоциация във Виена през 1871 г.
През 1968 г. е оснавано „Общество на Зигмунд Фройд“ (на немски: Sigmund Freud Gesellschaft) (Sigmund Freud Society) от Ханс Строцка и Харалд Льовентал. В периода 1972 – 1974 г. се сменят множество президенти: Алоис Бекер, Харалд Льовентал, Петер Шустер, Волфганг Бернер и Вилхелм Буриан. През 1998 г. президент е Криста Плачета, а от 2005 г. Кристине Диеркс.
Обществото постепенно се напълва с членове и до 1988 г. в редиците му има седемдесет членове и около 1000 кандидати.
През 1989 г. се гласува към Виенското общество да бъдат присъединени други организации като Dachverband für Psychotherapie (организация за супервизия) и Комитет за надзор на психотерапията, а през 1993 г. обществото е признато обучаваща организация по психотерапия.

### Групата на Карузо
През 1945 г. се появява друга група начело с Игор Карузо, която също се интересува от психоанализата и психотерапия и се стреми да ги направи по-достъпни за населението. Групата създава организация под името „Австрийска работна група за дълбинна психология“ (на немски: Österreichische Arbeitskreise für Tiefenpsychologie), като впоследствие е преименувана на „встрийска работна група за психоанализа“ (на немски: Österreichische Arbeitskreise für Psychanalyse).
Две години по-късно Карузо основава друга група, състояща се от психиатри, психолози, лекари под името Виенска работна група за дълбинна психология (на немски: Wiener Arbeitskreise für Tiefenpsychologie). С времето членове на Виенското общество също участват в дискусиите на групата. Въпреки това то се разграничава от тази група през 1950-те години. Двете общества се различават главно по идейните си принципи. Работната група за дълбинна психология залага повече на екзистенциалния анализ, на универсалната човечност, с уклон към Юнг, докато обществото си остава на ортодоксални фройдистки позиции.
С излизането на книгата на Карузо „Екзистенциална психология: От анализ до синтез“ през 1952 г. идейната програма на групата става все по-точна и ясна. Работната група се опитва да хвърли мост между психиатрията, етологията, социологията, груповата динамика и психоанализата. Тези им опити водят до създаването на Международен секретариат на работните групи за дълбинна психология през 1958 г. в Инсбрук. Осем години по-късно секретариата толкова се разширява, че е заменен от Международна федерация на работните групи за дълбинна психология (на немски: Internationale Föderation der Arbeitskreise für Tiefenpsychologie).
През 1960-те Немската психоаналитична асоциация оказва натиск върху Карузо и групата му да създаде втора международна организация подобна на МПА, но те отрязват тези опити. В следващите години идеята продължава да се разпространява и се създават нови кръгове в Грац и Линц през 1973 г. и година по-късно в Залцбург. През 1976 г. пак в Залцбург се създава и Австрийско общество за изследване на детската психоанализа.
През 1988 г. Виенската работна група за дълбинна психология се преименува на Виенската работна група за психоанализа. Ръководния орган на всички подобни групи се сменя през 1992 г. и управлението преминава в ръцете на Научното общество на работните групи за психоанализа в Австрия. Обществото има свои орган „Texte: Psychoanalyse,Ästhetik, Kulturkritik“, който е единствения тримесечник свързан с психоанализата в Австрия.

### Психоанализата в Германия
Психоанализата има своето неофициално начало в контактите между Вилхелм Флийс и Зигмунд Фройд в края на 90-те години на 19 век. Първият студент на Зигмунд Фройд, който е германец, е Феликс Гател. Около Ото Бинсвангер се образува група в периода 1907 – 1910, която се занимава с „катартичния метод“. В групата се включват Волфганг Варда, Вилхелм Стромайер, Арнолд Стегман, Георг Ванке, Иван Блох, Артур Мутман, Ото Юлиусбургер и Ярослав Марчиновски.
Официалното начало на психоанализата е поставено от Карл Абрахам, студент на Карл Густав Юнг и Ойген Блойлер. Абрахам организира първото събиране на Берлинското психоаналитично общество, провело се на 27 август 1908 г. Групата, която се събира включва Магнус Хиршфелд, Иван Блох, Ото Юлиусбургер и Хайнрих Коербер, по-късно се включват и Макс Айтингон и Моше Улф. Три години по-късно обществото вече има 11 члена, от които три са жени Татяна Розентал, Карен Хорни и Маргарете Стегман.
След напускането на Карл Густав Юнг и Мюнхенската група, която го подкрепя, и изключването на Магнус Хиршфелд презм 1911 г. обществото прави усилия да се обедини и отдели от идеите на Юнг и сексуалността (заради Хиршфелд).
Друга фигура свързана с немската психоанализа е Георг Гродек, родоначалника на психосоматика, който открива свой санаториум в Баден-Баден. По това време (Първата световна война) психоаналиците насочват усилията си към лекуването на военните неврози.
На 16 февруари 1920 г. в Берлин се открива Поликлиника за психоаналитично лечение на душевни болести начело с Карл Абрахам. В основата на всичко стои Макс Айтингон, който всяка година финансира обществото с 16 000 райхмарки. След 1923 г. Айтингон, Карл Мюлер-Брауншвайг и Шандор Радо уточняват правилата за обучение на аналитиците, което обучение се състои от теоретични курсове, лична анализа и супервайзерска анализа. След смъртта на Абрахам, неговото място като президент на обществото заема Ернст Симел. Берлинското психоаналитично общество се преименува на 24 април 1926 г. на Немско психоаналитично общество.
Психоанализата продължава да се разпространява и през 1919 г. в Лайпциг се оформя психоаналитична група около Карл Войтел, а от нея през септември 1922 г. се отделя друга начело с Терезе Бенедек. През 1926 г. във Франкфурт се оформя друга група, където членове са Хайнрих Менг и Карл Ландауер, а четири години по-късно в Щутгарт (с членове Густав Грабер и Херман Гундберт) и Хамбург (Клара Хапел и Август Ватерман).
Година преди групите в Щутгарт и Хамбург се създава Югоизточна немска психоаналитична работна група, където освен Менг и Ландауер е и Фрида Фром-Райхман. Работната група иска да разпространи психоанализата в университетите като преподава теория и също прави обучителни анализи.
В периода 1924 – 1928 г. Ерих Фром и Фрида Фром-Райхман стоят начело на Therapeutikum, след това между април 1927 и август 1931 г. работи санаториума Шлос Тегел за лечение на сериозни неврози, пристрастяване и характерови смущения.
С идването на нацизма на власт психоанализата е обявена за еврейска наука и масово са уволнявани лекари и психоаналитици работещи в различни учреждения. На 10 май 1933 г. книгите на Зигмунд Фройд са публично изгорени, а от 18 ноември същата година Феликс Боем и Карл Мюлер-Брауншвайг поемат ръководството на обществото като неевреи.
На 1 декември 1935 г. се решава обществото да не се разпуска, но неговите еврейски членове трябва да напуснат и така 74 аналитика напускат Германия. Малцина цзагиват в ръцете на нацистите като Саломеа Кемпнер, Август Ватерман и Карл Ландауер.
След Втората световна война Карл Мюлер-Брауншвайг възстановява Немското психоаналитично общество. Това става на 16 октомври 1945 г. с президент Брауншвайг. По времето на войната Харалд Шулц-Хенке разработва своя идея по време на нацисткия режим наречена неопсихоанализа. На конгреса в Цюрих през 1949 г. конфронтацията между него и Брауншвайг, защитаващ ортодоксалната фройдистка позиция достигат кулминацията си. След това Брауншвайг основава тайно Немска психоаналитична асоциация, която не е призната от Меджународната психоаналитична асоциация.
През 1949 г. се основава Немско общество за психоанализа, психотерапия, психосоматика и дълбинна психология. Към 2004 г. обществото има 3150 членове в 45 института.

### Психоанализата в Швейцария
Поради билингвистичния характер на населението на Швейцария, историята на психоанализата в страната има отделни традиции във френскоговорещата и част и в немско говорещата и част

### Френскоговореща Швейцария
Идеите на Фройд намират първи прием в Швейцария и по-точно в Женева. Първите швейцарци, които приемат добре идеите му са Теодор Флурноа и неговия ученик Едуар Клапаред.
Историята на психоанализата във френскоговорещата част на Швейцария започва през 20-те години на 20 век със създаването на Швейцарското психоаналитично общество на 24 март 1919 година от Емил Оберхолцер, Мира Оберхолцер и Оскар Пфистер. През септември на следващата година се създава и Женевско психоаналитично общество. То все пак изчезва в края на 1920-те и никога не става съставна част от МПА.
В началните периоди на развитие швейцарските психоаналитици като Шарл Одие и Реймон дьо Сосюр правят всичко възможно, за да разпространят идеите на Фройд не само в Швейцария, но и във Франция, където с тяхна помощ се основава Парижкото психоаналитично общество, Revue française de psychanalyse, Конференцията на френскоговорещите психоаналитици и други. Връзката с немскоговорещите швейцарски психоаналици се засилва след като групата около Оберхолцер се отдръпва през 1928 година и под президентството на Филип Сарасин. В Женева живота на психоанализата е свързан главно с Анри Флурноа (син на Теодор Флурноа), Шарл Одиер, Реймон дьо Сосюр и Шарл Бодуен.
Психоанализата започва да излиза от тесните рамки на град Женева и намира своето развитие в очите на д-р Андре Репон, д-р Норбер Бенозиглио и Жермен Гекс. Последната участва в създаването на първите медико-психологически консултации с психоаналитичен уклон. След избухването на Втората световна война Одие се установява в Лозана, а Сосюр напуска страната и заминава за САЩ, където остава до 1952 година.
През 1952 година Сосюр се завръща в Женева и започва да организира психоаналитични обучения, където му помага Мишел Гресо, по-късно през 1956 той е заменен от Марсел Спира. В Лозана му помагат Жермен Гекс, Марсел Рот, Етиенет Рох-Майрехоф и Маделейн Рамбърт. По-късно в Женева и Лозана се присъединяват още психоаналитици, като Оливие Флурноа (син на Анри Флурноа), Рене Хени, Кристиан Мюлер, Пиер-Бернар Шнайдер. През 1960-те години в Женева отсяда Рене Шпиц, който помага в психоаналитичното обучение. В италианоговорещия кантон Тесин се организират психоаналитично обучение от 1959 година от Пиер Марио Маскианджело под ръководството на комисия от френскоговорещата част.

### Психоанализата в Унгария
Зората на психоанализата в Унгария се свързва с името на Шандор Ференци, ученик на Фройд. Ференци попада на Фройд по време на работа с асоциативния тест на Карл Густав Юнг. Първата им среща се състои през февруари 1908 г.
През 1913 г. Шандор Ференци, Ищван Холос, Лайош Леви, Шандор Радо и Хуго Вайделсберг основават Унгарското психоаналитично общество (под името Психоаналитично общество на Будапеща).
С избухването на Първата световна война Ференци е мобилизиран и работи като лекар. Там започва да прилага психоанализата за лечение на военни неврози. След войната, в Будапеща на 28 – 29 септември 1918 г. се провежда Петият конгрес на психоанализата. По време на събирането Антон фон Фройнд, приятел на Фройд, собственик на бирария, дарява пари за създаването на издателство и психоаналитична клиника. Ференци застава начело на Международната психоаналитична асоциация през 1918 г. По това време на политическата сцена стои отделянето на Унгария от Австрия и взимането на властта от страна на комунистите на Бела Кун. Ференци получава дори става първият професор по психоанализа в света към университета в Будапеща. По-малко от година по-късно през 1919 г. след падането на правителството на Кун, Ференци губи поста си и се отказва и от поста на президент на МПА в полза на Ърнест Джоунс. През 1920 е изключен и от Унгарската медицинска асоциация.
Особено плодотворни се оказват 1920-те години за Унгарското психоаналитично общество, като към него се присъединяват редица станали видни впоследствие фигури Геза Рохайм, Имре Херман, Зигмунд Пфайфер. Всеки от тях допринася в различна област Рохайм в психоаналитичната антропология, Херман в полето на психологията на творчеството, а Пфайфер работи върху детските игри. По това време някои от психоаналитиците като Шандор Радо и Йено Харник емигрират към Берлин и помагат за основаване на Институт за психоаналитично обучение.
На тяхно място идват Йозеф Айслер, Шандор Фелдман, Елизабет Ревеш, Бела Фелшеги, Вилма Ковач и Алис и Майкъл Балинт. През 1925 г. Ференци и Ковач развиват специфичен метод за Унгария за обучение по психоанализа. Същата година Холос е уволнен като главен лекар в психиатричната клиника в Липотмецо поради това, че е евреин. Холос е първия, който превежда Фройд на унгарски език, започвайки с книгата Тълкуване на сънищата, публикувана през 1917 г.
С финансовата помощ на Мари Бонапарт през 1928 г. Геза Рохайм обикаля централна Австралия, островите Норманби и Америка. Под ръководството на Маргит Дубовиц през 1930 г. е създадена клиника за деца, финансирана от Вилма Ковач. Пак тогава в обществото влизат Лилиян Ротър и Фани Хан.
След смъртта на Ференци през 1933 г. Холос става президент на Унгарското психоаналитично общество и остава на този пост до 1939 г. По-нататък между 1935 и 1937 г. се осъществяват две срещи между психоаналитични асоциации във Виена, Прага, Италия и Унгария известни като „четирите нации“. На тези срещи се обсъждат въпросите свързани с психоаналитичното обучение. Членовете на обществото решават да разпространят психоанализата за общественото мнение и организират различни семинари. Ката Леви (жена на Лайош Леви) поема тези с учителите, Алис Балинт с майките, а Михали Балинт с общо практикуващи. В годината на смъртта на Ференци към обществото се присъединява и Лили Хайду.
През 1930-те години под влияние на възхода на нацизма, антисемитизмът започва да се засилва и редица аналитици решават да емигрират. Сред заминалите са Алис и Михали Балинт, Геза Рохайм, Шандор Фелдман и Едит Дьомрьои. Обществото е поставено под полицейско наблюдение, а ръководството поемат нееврейски аналитици като Ендре Алмаси и Тибор Райка. След като Унгария е нападната през 1944 г. от нацистите Зигмонд Пфайфер, Геза Дюк, Ласло Ревеш, Миклош Гимес и Йозеф Айслер са преследвани. Херман и Холос успяват да се спасят, като вторият в последния момент е измъкнат от шведския посланик Раул Валенберг.
След края на Втората световна война психоанализата започва да се възражда отново. Обаче не за дълго, тъй като комунистическото правителство дошло на власт през 1948 г. разпуска обществото отново. След това психоанализата се запазва в работата на полунелегални групи, подпомогнати от Имре Херман, който обучава и следващото поколение унгарски психоаналитици като Дьорги Викар, Ливиа Немес, Агнес Бинет, Терез Вираг. Затоплянето на отношението на правителството към психоанализата започва през 1960-те години. Друг психоаналитик на име Ищван Шекач, извън групата на Херман започва да обучава психоаналитици. През 1970-те унгарското общество все още не е официално признато, въпреки че се извършват някои публични действия като награждането на Херман през 1969 за осемдесетия му рожден ден и възпоминателно честване на стогодишната от раждането на Ференци през 1974. Най-накрая през 1987 г. в Будапеща се провежда Международен конгрес по психоанализа.
След 1989 г. Унгарското психоаналитично общество е възстановено и става съставна организация на Международната психоаналитична асоциация.
Унгарските психоаналитици оставят голямо богатство на психоанализата, а именно Рохайм създава онтогенетична теория за културата, Балинт теория за първичната любов, Лилиян Ротър работи върху женската сексуалност, Алис Балинт върху връзката майка – дете, а Лили Хайди и Ищван Холос изследват психозите от психоаналитична гледна точка.

### Психоанализата в Италия
Историята на психоанализата в Италия започва на 7 юни 1925 г. в Терамо, когато италианският психиатър Марко Бианчини създава Италианското психоаналитично общество (ИПО) (на италиански: Societa Psicoanalitica Italiana). Едуардо Вайс е единствения му член в самото начало, който е аналитик и става първия президент на общество, а и реалния основател на психоаналитичното общество в Италия. Обществото първоначално се състои от Чезаре Мусати, Никола Пероти и Емилио Сервадио. Първото произведение на Фройд е преведено от Марко Бианчини под заглавието „Върху психоанализата“ (на италиански: Sulla psicoanalisi) и се състои от петте лекции, които Фройд води в Университета Кларк. През 1920 г. Бианчини основава списанието „Общ архив по неврология, психиатрия и психоанализа“ (на италиански: Archivio Generale di Neurologia, Psichiatria e Psicoanalisi), което става главен орган на обществото след създаването му.
Седалището на обществото е преместено на 1 октомври 1932 г. в Рим. През същата година Бианчини и Вайс създават „Вестник по психоанализа“ на италиански: Rivista di Psicoanalisi), който е забранен година по-късно от фашисткото правителство на Мусолини. През 1931 г. излиза книгата на Вайс „Елементи на психоанализата“ на италиански: Elementi di Psicoanalisi) и тя е първата публикация за психоанализата написана в Италия.
През 1935 г. Италианското психоаналитично общество е признато от Международната психоаналитична асоциация (МПА) и негови представители (Вайс, Пероти и Сервадио) посещават психоаналитичните конгреси в Виесбаден (1932), Люцерн (1934) и Мариенбад (1936). След идването на власт на Мусолини животът в психоаналитичното общество започва да замира. На Сервадио му е забранено да се присъединява към Виенското психоаналитично общество и МПА. През 1938 г. обществото е окончателно разпуснато, Сервадио емигрира в Индия, а Вайс една година по-късно заминава за САЩ. През 1945 г. са възобновени дейности свързани с психоанализата, а обществото е възстановено две години по-късно с Никола Пероти като президент и с помощта на Алесандра Волф Стомерсее, принцеса Томази Ди Лампедуза. Междувременно през 1946 г. е проведен първия италиански психоаналитичен конгрес. През 1955 г. „Вестник по психоанализа“ е представен отново и остава официалния орган и до днес. След това мнозина желаещи заминават за Англия и се обучават при Мелани Клайн. Сред тях са Ада Корти, Пиерандреа Лусана, Мауро Мора и Лина Клементис.
Обществото продължава да се разширява и се създават множество центрове из цяла Италия като са създадени и три института в Милано и два в Рим. През 1970-те години по идеята на Пиеро Беланова е създадено Италианско общество за психоаналитична терапия. Резултатът от обучението на италианските психоаналитици при Клайн също дава резултат и в Италия се откриват школи за детска анализа, първоначално в Рим, а впоследствие и другаде.
Друга група, наречена „Pollaloi“, която се оформя около Франческо Корао, изучава психоанализата според принципите на Уилфред Бион. Тогава е създаден и „Италиански център за групова анализа“ вдъхновен от идеите на Зигфрид Фулкес. По това време в Италия изнасят лекции Уилфред Бион, Марта Харис, Хана Сегал и други. Психоанализата на Жак Лакан също получава внимание и трима негови студента Джакомо Контри, Муриел Дразиен и Армандо Вердиглионе създават през 1974 г. асоциация под името Cosa freudiana. По-късно през 1986 г. Вердиглионе е арестуван и обвинен в „изнудване и престъпно изоставяне на хора с увреждания и криминално сдружаване“ и е осъден на четири и половина години затвор. МПА провежда два свои конгреса в Италия през 1969 и 1989 г.
През 1990-те години се прави ревизия на някои от правилата на ИПО от 1974 г. и се създава още един обучителен институт в Болоня. През 1992 г. е създадена Италианската асоциация за психоанализа от Емилио Сервадио и Адриано Джаноти. Тя е призната от МПА на следващата година.

### Психоанализата в България
Поради определени причини, свързани с 45-годишното управление на комунистическата партия в България, психоанализата не намира широк прием в България. Все пак интересът към психоанализата в България датира от 20-те години на XX век. От 1921 г. в София се създава психологическо дружество, в което членуват трима души, които имат изявен интерес към нея. Това са Младен Николов, Никола Кръстников и Иван Кинкел. Според Орлин Тодоров в работата на Николов и особено на Кръстников се забелязват наченки на използването на ранни идеи на Фройд като катартичната техника, която е описана от Фройд и Бройер в труда им „Изследвания върху хистерията“. Психоанализата продължава своето развитие в очите на професора по социология Иван Кинкел, който е съсредоточен главно в прилагането на идеите ѝ за изследване на областите на изкуството и културата. През 1922 г. той публикува статия на немски език, посветена на психологическите основания за произхода на религията. Тя е публикувана в психоаналитичното издание „Имаго“ и въз основа на нея получава покана за членство в Международната психоаналитична асоциация. По-късно през 30-те и 40-те години на ХХ век списанието „Философски преглед“ публикува редица текстове насочени, както към теорията, така и към практиката на психоанализата. В това число публикации на проф. Кинкел относно философската същност на психоанализата, на д-р Андрей Андреев относно несъзнаваното и социалните инстинкти при хората и животните, на Любен Русев относно психоанализата на Ботевото творчество и други. Публикациите на Русев са сериозно критикувани от проф. Кръстьо Чолаков, който е бил сериозен познавач и противник на психоанализата. През 1947 г. излиза и български превод на Фройд „Въведение в психоанализата“, направен от д-р Андреев, а по това време излиза и най-подробното съчинение в България, относно психоаналитичните идеи, това на Кръстьо Чолаков „Психоанализата на Фройда в критично осветление“. Първият български превод свързан с психоанализата е издаден през 1927 г. под името „Върху психоанализата“. Пет лекции, държани по случай 20-годишнината на Clark University in Worchester през септември 1909 г., София, Пряпорец. В годините на управление на БКП, погледът на българските учени изцяло се определя от руската ортодоксална психология, която е враг на психоанализата. В този смисъл през 1960-те години психиатърът Христо Димитров е натоварен със задача да критикува психоанализата от марксистко-ленинистка гледна точка. Той и екипа му от психиатри и лекари преглеждат и анализират голямо количество аналитични текстове. Димитров е активно подкрепян от тях, тъй като ослепява в резултат на мозъчна операция. Издаденият критичен труд е в малък обхват, но все пак атмосферата на работа по него кара единия от членовете на групата, Николай Колев, да емигрира и да се установи в Швеция. Там той преминава през обучителна анализа и става първият български практикуващ психоаналитик и член на МПА. През 2001 г. той се завръща в България и се заема с обучение на първата група български кандидати за МПА. Друг виден български психоаналитик е Георги Каменов, известен повече под името Джордж Кеймън. Той е практикуващ психоаналитик в Ню Йорк, но не е член на МПА. Най-същественият му принос в България е преводът на книгата на Чарлс Бренър „Психоанализа. Основен курс“. Други видни българи, които са психоаналитици, са феминистката-философ Юлия Кръстева, Красимир Таушанов, чието име е свързано с обучение в Парижкото психоаналитично общество. През 1991 г. в България се създава Българско психоаналитично дружество, което не е в рамките на МПА, а има пожелателен характер. Друга група, в която влизат психолози и един психиатър, започва през 1995 г. редовен обмен с Парижкия център за психоанализа и психотерапия „Алфред Бине“, който е свързан с д-р Жерар Люка и Красимир Таушанов, които започват да правят практически семинари по психоанализа в София. През 1999 г. е създадена и Група за развитие на психоаналитичната практика. През втората половина на 1990-те се създават отношения и между българската фондация „Психотерапия 2000“ и френската „Еспас Аналитик“ (извън МПА като статут, с уклон към Жак Лакан). Днес обучаващите се български психоаналитици имат по-големи шансове за интегриране в семейството на психоаналитиците от МПА чрез създадения от нея Психоаналитичен институт за Източна Европа, който легитимира обучението и практиката на психоаналитиците от тази част на Европа.